# Wola Baraniecka
Wola Baraniecka – wieś w rejonie samborskim obwodu lwowskiego.
Wieś Wola Baraniecka (Wolica) położona w powiecie przemyskim, była własnością Mikołaja Stawskiego, jej posiadaczem był Stanisław Wolski, została spustoszona w czasie najazdu tatarskiego w 1672 roku.
Pod koniec XIX w. las nosił nazwę Kopanie.
W II Rzeczypospolitej miejscowość należała do gminy wiejskiej Barańczyce. Wieś liczy 641 mieszkańców.